# ألان وارد
ألان وارد (10 أغسطس 1947 في المملكة المتحدة - ) (بالإنجليزية: Alan Ward)‏ هو لاعب كريكت بريطاني. لعب مع نادي مقاطعة ديربيشاير للكريكت ‏ ونادي مقاطعة ليسترشاير للكريكت ‏.

## وصلات خارجية
- ألان وارد على موقع إي آس بي آن كريك إنفو (الإنجليزية)